# Carl W. Hergenrother
Carl W. Hergenrother, ameriški astronom, * 1973.

## Delo
V okviru programa Catalina Sky Survey je odkril ali soodkril nekaj kometov in asteroidov.
Odkril je tudi dolgoperiodični komet C/1996 R1 in tri periodične komete 168P/Hergenrother, 175P/Hergenrother in P/1999 V1.
Njemu v čast so poimenovali asteroid 3099 Hergenrother.